# Parasicydium
Parasicydium is een monotypisch geslacht van straalvinnige vissen uit de familie van de grondels (Gobiidae).

## Soort
- Parasicydium bandama Risch, 1980